# Sphacelariales
Sphacelariales es un orden de la clase Phaeophyceae (algas pardas).  Está compuesto de 5 familias y 10 géneros.
Entre sus características morfológicas y biológicas destacables están:
- Poseen talos polísticos, aunque de aspecto filamentoso no son haplósticos.
- Crecimiento apical localizado en células terminales voluminosas y pigmentadas denominadas esfacelas.
- Ciclo digenético isomórfico.